# Dawa Thondup
Pour les articles homonymes, voir Dawa (prénom tibétain) et Dhondup.
Dawa Thondup (tibétain : ཟླ་བ་དོན་གྲུབ།, Wylie : zla ba don grub), né le 2 octobre 1953 à Ganze dans la province du Kham au Tibet, est un homme politique et entrepreneur tibétain.

## Biographie
Dawa Thondup fait ses études primaires et secondaires à l'École centrale pour les Tibétains de Mussoorie en Inde après son exil en Inde. Il obtient son diplôme de l'université du Panjab en Inde en 1975.
Il rejoint la fonction publique du gouvernement tibétain en exil en 1974, et travaille dans divers ministères.
Il est représentant du gouvernement tibétain en exil au Royaume-Uni de 1978 au 1980.
En septembre 1992, il est nommé représentant du 14e dalaï-lama en France, au Benelux, le Portugal, l'Espagne, l'Union européenne et l'UNESCO, une fonction qu'il exerce jusqu'en 1997. En 1996, il fonda Actualités Tibétaines, magazine trimestriel du Bureau du Tibet.
En octobre 1998, il fonde l'entreprise Trésors du Tibet dont le siège se trouve à Paris.

## Films
En 2004 et 2006, Dawa Thondup participe à deux films : 
- 2006 : Françoise Bottereau, Michel Gardey, Dawa Thondup, L’oracle d’État du Tibet, documentaire sur la vie de Thubten Ngodup, oracle de Nechung ;
- 2004 : Françoise Bottereau, Dawa Thondup, Spiritualité et clairvoyance, documentaire tourné à Dharamsala (en Inde, lieu de résidence du dalaï-lama depuis 1959) avec Thupten Ngodup, Oracle de Nechung[4].

## Préface
- Dalaï-lama, Frédérique Hatier, Samsâra, la vie, la mort, la renaissance : le livre du Dalaï-Lama, Le Pré aux clercs, 1996,  (ISBN 2842280008)